# Salomonelaps par
Salomonelaps par is een slang uit de familie koraalslangachtigen (Elapidae) en de onderfamilie Elapinae.

## Naam en indeling
De wetenschappelijke naam van de soort werd voor het eerst voorgesteld door George Albert Boulenger in 1884. Oorspronkelijk werd de wetenschappelijke naam Hoplocephalus par gebruikt. 'Salomonelaps par werd eerder aan andere geslachten toegekend, zoals Hoplocephalus en Denisonia. Het is tegenwoordig de enige soort uit het monotypische geslacht Salomonelaps. Dit geslacht werd beschreven door Samuel Booker McDowell in 1970.

## Verspreiding en habitat
'Salomonelaps par komt voor in uiterst zuidoostelijk Azië en leeft endemisch op de Salomonseilanden. De habitat bestaat uit vochtige tropische en subtropische bossen. Ook in door de mens aangepaste streken zoals landelijke tuinen kan de slang worden aangetroffen. De soort is gevonden van zeeniveau tot op een hoogte van ongeveer 800 meter boven zeeniveau.

## Beschermingsstatus
Door de internationale natuurbeschermingsorganisatie IUCN is de beschermingsstatus 'veilig' toegewezen (Least Concern of LC).